# Clásica de San Sebastián 1985
La 5.º edición de la Clásica de San Sebastián se disputó el 16 de agosto de 1985, por un circuito por Guipúzcoa con inicio y final en San Sebastián, sobre un trazado de 244 kilómetros.
El ganador de la carrera fue el holandés Adrie van der Poel (Kwantum), que se impuso al esprint en la llegada a San Sebastián. Los españoles Iñaki Gastón (Reynolds) y Juan Fernández Martín (Zor-Gemeaz) fueron segundo y tercero respectivamente.

## Clasificación final
| Posición | Ciclista              | Equipo        | Tiempo   |
| -------- | --------------------- | ------------- | -------- |
| 1        | Adrie van der Poel    | Kwantum       | 5h52'32" |
| 2        | Iñaki Gastón          | Reynolds      | s.t.     |
| 3        | Juan Fernández Martín | Zor-Gemeaz    | s.t.     |
| 4        | Miguel Ángel Iglesias | Kelme         | s.t.     |
| 5        | Niki Rüttimann        | La Vie Claire | s.t.     |
| 6        | Antoni Esparza        | Kelme         | s.t.     |
| 7        | Imanol Murga          | Seat-Orbea    | s.t.     |
| 8        | Ángel Camarillo       | Zor-Gemeaz    | s.t.     |
| 9        | Álvaro Pino           | Zor-Gemeaz    | s.t.     |
| 10       | Felipe Yáñez          | Seat-Orbea    | s.t.     |